# VIII Congresso del Partito Comunista Italiano
I’VIII Congresso del Partito Comunista Italiano si celebrò a Roma dall'8 al 14 dicembre 1956.

## Storia
Così come il XX Congresso del PCUS aveva costituito una cesura nei confronti dell'era di Stalin, l'VIII Congresso dei comunisti italiani fu uno snodo cruciale. L'assise del PCI, che si svolgeva a dicembre, poteva guardare retrospettivamente a un quinquennio denso di accadimenti: fra di essi, sul fronte interno il regime poliziesco di Scelba, le repressioni antipopolari, il tentativo di scardinare la Costituzione con quella che sarebbe passata alla storia come la «legge truffa»; sul piano internazionale la morte di Stalin, la denunzia del culto della personalità operata nel XX Congresso sovietico dal successore Chruščëv, la pubblicazione del “rapporto segreto”, le sommosse in Polonia, l'intervento dell’URSS in Ungheria e quello anglo-francese a Suez.
Soprattutto questi ultimi fattori relativi al campo sovietico crearono inquietudine nel corpo del partito e l'VIII Congresso, insieme alla forte critica di residue e velleitarie tentazioni estremiste che talora affioravano, s'incaricò di approfondire le coordinate della «via italiana al socialismo», con i ragionamenti presenti nella relazione introduttiva, nelle conclusioni e i diversi paragrafi della dichiarazione programmatica approvata dal Congresso. Togliatti aveva già due anni prima cominciato a tessere una tela di relazioni con il mondo cattolico, e aveva lanciato la concezione del “policentrismo” in contrapposizione alla rigida obbedienza a Mosca. L'operazione di rinnovamento fu condotta in porto anche grazie al coinvolgimento di forze fresche e all'ingresso di nuovi quadri dirigenti negli organismi eletti dal Congresso; un segnale di cambiamento fu l'emarginazione di Secchia dagli incarichi strategici e la sua esclusione dalla Segreteria e dalla Direzione, organismo nel quale confluirono Alicata, Amendola, Colombi, Di Vittorio, Dozza, Ingrao, Li Causi, Novella, Pajetta, Pellegrini, Roasio, Romagnoli, Sereni, Spano e Terracini, oltre a Togliatti e Longo. Membro di diritto era Scoccimarro, in quanto presidente della Commissione Centrale di Controllo.